# Kamienica Theonii Reichhardt w Bydgoszczy
Kamienica Theonii Reichhardt w Bydgoszczy – kamienica położona w Bydgoszczy przy ul. Gdańskiej 36.

## Położenie
Budynek stoi we wschodniej pierzei ul. Gdańskiej, między ul. Krasińskiego a Słowackiego.

## Charakterystyka
Kamienicę wzniesiono w latach 1897–1898 dla Theonii Reichhardt, według projektu budowniczego Józefa Święcickiego. Powstała na miejscu budynku mieszkalnego pochodzącego z 1875 roku. Józef Święcicki przygotował plany budynku o bogatym wystroju i znacznych gabarytach, który miał stanąć na dwóch działkach budowlanych. Jednak ograniczone środki finansowe sprawiły, że projekt został zmodyfikowany i ostatecznie wzniesiono jedynie prawą część kamienicy.
W budynku właściciel browaru Johann Zabłocki uruchomił restaurację i piwiarnię. W latach 20. XX wieku działała tutaj kawiarnia „Lilas".
Budynek posiada asymetryczną fasadę oraz eklektyczny wystrój sztukatorski o formach neobarokowych. Fasada jest wzbogacona dekoracyjnymi palmetami, głowami lwów i kartuszami. Na jednym z nich umieszczono literę „R" – inicjał ówczesnej właścicielki.